# Jan Sport
Charlie Mantione, plus connu sous le nom de scène Jan Sport ou plus simplement Jan, est un chanteur et drag queen américain principalement connu pour sa participation à la douzième saison de RuPaul's Drag Race.

## Jeunesse
Charlie Mantione naît le 11 juin 1993 à Old Bridge, dans le New Jersey. Il reçoit un enseignement catholique et y découvre le théâtre et le sport. Il joue au soccer jusqu'à ses dix-sept ans et participe à de nombreuses productions théâtrales comme Oklahoma ! et High School Musical. Il fait des études supérieures de comédie musicale au conservatoire de Boston,,. 

## Carrière
Charlie Mantione commence le transformisme en 2017 et crée le personnage de Jan Sport. Le nom « Jan Sport » lui vient de la marque de sacs à dos JanSport et reflète son amour pour le sport, mais aussi de Jan Brady de The Brady Bunch. Sa drag mother est Alexis Michelle, candidate de la neuvième saison de RuPaul's Drag Race.
Avec les drag queens Lagoona Bloo et Rosé, plus tard candidate de la treizième saison de RuPaul's Drag Race, il crée le groupe de musique Stephanie's Child. Le groupe apparaît aux côtés de Jessie J lors de la finale de la treizième saison de The Voice et participe à America's Got Talent.

### RuPaul's Drag Race
Le 23 janvier 2020, Jan Sport est annoncée comme l'une des treize candidates de la douzième saison de RuPaul's Drag Race. Elle est présentée dans l'émission comme « Jan » à cause de la marque déposée de sacs à dos. Elle se place à la huitième place de la compétition.
Pendant la diffusion de la saison, Jan sort sur sa chaîne YouTube une série de vidéos intitulée Jan's Jukebox où elle chante des reprises des chansons utilisées pour les lip-syncs hebdomadaires de sa saison, comme S&M de Rihanna ou encore This Is My Night de Chaka Khan. Cette dernière, qui est la chanson sur laquelle elle fut éliminée, est dédiée à son grand-père décédé de complications du COVID-19.

## Filmographie

### Télévision
| Année | Titre                        | Rôle     | Notes                                                         | Ref.  |
| ----- | ---------------------------- | -------- | ------------------------------------------------------------- | ----- |
| 2017  | The Voice                    | Lui-même | Saison 13, épisode final — Avec Stephanie's Child et Jessie J | [ 7 ] |
| 2019  | America's Got Talent         | Lui-même | Saison 14 — Avec Stephanie's Child                            | [ 8 ] |
| 2020  | RuPaul's Drag Race           | Lui-même | Saison 12 de RuPaul's Drag Race — Concurrent, 8ème place      | [ 2 ] |
| 2020  | RuPaul's Drag Race: Untucked | Lui-même | Saison 12 de RuPaul's Drag Race — Concurrent, 8ème place      |       |

### Web-séries-séries
| Année | Titre                | Rôle     | Notes                         | Ref.   |
| ----- | -------------------- | -------- | ----------------------------- | ------ |
| 2020  | Jan's Jukebox        | Lui-même | Créateur                      | —      |
| 2020  | Review with a Jew    | Lui-même | Saison 12, épisode 8 — Invité | [ 14 ] |
| 2020  | Whatcha Packin       | Lui-même | Saison 12, épisode 8 — Invité | [ 15 ] |
| 2020  | The X-Change Rate    | Lui-même | Saison 2, épisode 14 — Invité | [ 16 ] |
| 2020  | Out of the Closet    | Lui-même | Saison 3, épisode 1 — Invité  | [ 17 ] |
| 2020  | Cosmo Queens         | Lui-même | Invité                        | [ 18 ] |
| 2020  | Bring Back My Ghouls | Lui-même | Invité                        | [ 19 ] |

## Discographie
| Année | Titre                             | Artiste                                   | Album                   | Ref.   |
| ----- | --------------------------------- | ----------------------------------------- | ----------------------- | ------ |
| 2020  | You Don't Know Me                 | The Cast of RuPaul's Drag Race, Season 12 | Single                  | [ 20 ] |
| 2020  | Madonna: The Unauthorized Rusical | The Cast of RuPaul's Drag Race, Season 12 | Single                  | [ 21 ] |
| 2020  | The Shady Bunch                   | The Cast of RuPaul's Drag Race, Season 12 | Single                  | [ 22 ] |
| 2020  | December                          | Stephanie's Child                         | Christmas Dolls, Vol. 1 | [ 23 ] |
| 2020  | Man With The Bag                  | Stephanie's Child                         | Christmas Dolls, Vol. 1 | [ 23 ] |
| 2020  | Oh Holy Night                     | Stephanie's Child                         | Christmas Dolls, Vol. 1 | [ 23 ] |